# D-us
D-us, ou D'us, é uma das formas utilizadas por alguns judeus lusófonos para se referirem a Deus sem citar seu nome completo, em respeito ao terceiro mandamento recebido por Moisés pelo qual D'us teria ordenado que seu nome não fosse invocado em vão.
O judaísmo então cumpriu o mandamento não escrevendo o nome de Deus em nada que se consuma. Exemplificando, escrever o nome de D'us em um papel, o fogo pode consumi-lo.[carece de fontes?]
Outra forma utilizada pelos judeus para o mesmo fim é HaShem.
Por outro lado, entende-se que muitas pessoas compreendem "erroneamente" que a razão pela qual um judeu escreve o nome D´us desta forma seja para não pronunciar em vão. Tem-se uma questão de escrita e não de fala, então afirma-se que a razão é outra: "tratar o nome de D'us com reverência é uma maneira de mostrar respeito a D'us. Este respeito adicional não reside no temor de infringir um mandamento e sim no amor pelo seu Criador".[carece de fontes?]

## Outros idiomas
Em outros idiomas, elimina-se também uma ou mais letras da palavra correspondente, como no hebraico transliterado El'him ou no inglês como G-d ou G'd.